# Rhinopithecus brelichi
Rhinopithecus brelichi (Рінопітек сірий) — вид приматів з роду Rhinopithecus родини Мавпові.

## Опис
Довжина голови й тіла: 64—73 см, довжина хвоста: 70—97 см, вага самців: 15 кг, вага самиць: 8 кг. Доросла мавпа цілком барвиста, з плямами білого, каштанового, чорно-сіро-коричневого хутра і голим блакитно-білим обличчям. Має чорнуваті лапи і передпліччя, а також чорнуватий хвіст. Його шия і верхня частина голови теж чорні, з білявими пучками волосся на вухах і червонувато-коричневою плямою на лобі.

## Поширення
Цей вид є ендеміком у невеликій області провінції Гуйчжоу на півдні Китаю. Цей вид зустрічається у змішаних лісах листяними і вічнозеленими і широколистяними на висоті від 1400 і 2300 м. У періоди високого сніжного покриву мавпи можуть бути на більш низьких висотах (до 570 м). Зустрічається у вторинних лісах, але відсутні у хвойних.

## Стиль життя
Листоїдний, але також споживає листові бруньки, бутони, фрукти, насіння, кору, і личинки комах. Вид денний і напівземний. Сезон народження для цього виду з квітня по травень. Соціальна структура заснована на гаремних групах, які подорожують і відпочивають разом у великих згуртованих групах, що складаються з 400 особин і більше. Холостяцькі групи також існують.
Сезон дітонародження: з квітня по травень. Вагітність: близько 200 днів. Зазвичай тільки один малюк народжується, але іноді два. Самці здебільшого досягають статевої зрілості приблизно в 7 років, самиці — у 4—5 років.

## Загрози та охорона
Цей вид перебуває під загрозою через полювання і втрати місць проживання. Цей вид занесений у Додаток I СІТЕС. Зустрічається тільки в англ. Fanjingshan Nature Reserve в Китаї.